# The Last Warrior
The Last Warrior, noto anche come The Last Knight, (in russo Последний богатырь?, Poslednij bogatyr', lett. "L'ultimo Bogatyr'") è un film russo del 2017 diretto da Dmitrij D'jačenko e prodotto dalla Disney Russia con la Yellow, Black and White e con la Kinoslovo.
La storia si sviluppa attorno a Baba Yaga e Koschei, entrambi cattivi nelle fiabe tradizionali (così come nelle fiabe di altri paesi slavi).
In Russia, il film occupa il 12º posto per spettatori al botteghino. Questo è stato il secondo film della Disney Russia prodotto specificamente per il mercato russo, il primo è stato Il maestro e la pietra magica.
In Italia il film è uscito nel 2022 in DVD e Blu-ray.

## Trama
Il film racconta di un giovane truffatore di nome Ivan che si ritrova inaspettatamente a Belogoria, un mondo fantastico in cui vivono gli eroi delle fiabe russe.

## Colonna sonora
Tracce
Testi e musiche di George Kallis.
1. The Last Warrior – 3:43
2. The Boy and the Orphanage – 2:20
3. The Land of Belogoria – 1:50
4. Koschei, The Undead – 2:07
5. Baba Yaga, The Witch – 1:49
6. The Legend of the Magic Sword – 2:52
7. Vasilisa, The Frog Princess – 3:38
8. Battle with the Guards – 2:07
9. Ivan and Vasilissa – 3:15
10. The Hut on Chicken Legs – 2:10
11. Chased in the Woods – 1:49
12. Ivan Burns The Hut – 2:16
13. Merman, Lord of the Water – 3:00
14. The Journey Begins – 1:24
15. Varvara's Arrow – 1:33
16. Chudo-Yudo, The Ogre Cannibal – 1:34
17. Ivan's Story – 2:03
18. Evil Furry Rabbi – 1:11
19. Running Away – 1:18
20. Prisoners and the Old Sword – 1:30
21. The Magic Sword and the Crystal – 3:54
22. Back to Belagoria – 0:52
23. Little Dragon Zmey Gorynych – 2:11
24. Ivan shoots Dobrynya – 1:14
25. Ride of the Gorynych – 1:17
26. The Battle for the Crystal – 5:40
27. Ilya Muromets and Celebrations – 1:16
28. The Boy Opens His Eyes – 1:30
29. The Warriors Rise – 1:51

## Sequel
Il film è il primo di una trilogia ed è stato seguito da The Last Warrior 2 e The Last Warrior 3, usciti in Russia nel 2021.